# ステボ・ペンダロフスキ
ステボ・ペンダロフスキ（Stevo Pendarovski、マケドニア語: Стево Пендаровски、1963年4月3日 - ）は、北マケドニアの政治家。2019年5月12日から同国の第5代大統領を1期5年務めた。

## 経歴

### 教育および学歴
1987年に、スコピエ大学で法学士号を取得。後に政治学の修士号と博士号を同じ大学で取得している。
2008年から、University American College Skopjeの国際安全保障、外交政策およびグローバリゼーションの助教授を務めている。

### 政治的キャリア
内務省の広報担当副大臣として政治的キャリアをスタートさせ、1998年から2001年まで省の分析と研究部門の長を務めた。2001年から2004年のボリス・トライコフスキ大統領の死まで、国家安全保障および最高外交政策顧問。2004年から2005年に国家選挙管理委員会を指揮した後、2005年から2009年にかけて大統領を務めたブランコ・ツルヴェンコフスキに再び国家安全保障および最高外交政策顧問として仕えた。
2014年3月4日に、マケドニアの主要野党である社会民主同盟によって、同年4月の大統領選挙の候補者に選出された。
また、2019年の大統領選挙では、社会民主連合と民主統合連合の大統領候補となり、5月5日に実施された決選投票で51.7％の得票率を得て、野党の国家統一民主党連合が推薦する大学教授のゴルダナ・シルヤノフスカ＝ダフコバを破って勝利した。2024の大統領選挙も事実上ダフコバとの一騎打ちとなったが、5月8日の決選投票では得票率が約3割にとどまり敗北を宣言、同時に執行された議会選挙でも社会民主同盟が大敗を喫した。